# Mastanawa
Mastanawa (Mastanahua), jedno od brojnih plemena panoan Indijanaca iz istočnog Perua koji žive u području kod rijeke Curanja, blizu granice s Brazilom.
Prema nekim jezikoslovcima govore jezikom koji je dijalekt jezika sharanahua. Prvi kontakt s njima ostvarili su misionari, tek prije nekoliko godina, a neke skupine među njima još su ostale nekontaktirane s vanjskim svijetom.